# Flugplatz Bad Ditzenbach

i7
i11
i13
Der Sonderlandeplatz Bad Ditzenbach (ICAO-Code: EDPB) liegt etwa drei Kilometer südöstlich der Gemeinde Bad Ditzenbach auf der Schwäbischen Alb in Baden-Württemberg. Er befindet sich auf einer Höhe von 2362 ft (720 m).

## Flugbetrieb
Der Flugplatz wird durch den Aeroclub Bad Ditzenbach e. V. betrieben. Die Frequenz ist 135,985 MHz.
Der Flugplatz ist zugelassen für Flugzeuge  bis 1500 kg und Hubschrauber bis 5700 kg. Mit Ausnahmegenehmigung können auch Flugzeuge bis 2000 kg landen. Die Start- und Landebahn ist eine Graspiste mit einer Länge von 600 m bei 30 m Breite. 500 m nordöstlich befindet sich das Segelfluggelände Berneck. Der Platz ist von April bis Oktober ausschließlich an Sonn- und Feiertagen von 11.00 bis 19.00 Uhr geöffnet. 
In den Wintermonaten findet bei guter Schneelage Skiflugbetrieb statt.